# كلية العلوم الصحية التطبيقية بالرس
كلية العلوم الصحية التطبيقية بالرس هي كلية تقع بمحافظة الرس بمنطقة القصيم في السعودية.

## الموقع
تقع الكلية في بداية مخطط الملك خالد من الناحية الجنوبية على بعد أمتار قليلة من طريق الملك عبد العزيز الذي يربط محافظة الرس بالمدينة المنورة.

## التأسيس
تأسست الكلية في 11 فبراير 1986 وبدأت الدراسة فيها في الفصل الدراسي 1994 - 1995. أول دفعة تتخرج من الكلية كانت في يوم الاثنين بتاريخ 27 اكتوبر 1998.

## أقسام الكلية
- قسم التغذية الإكلينيكية.
- قسم صحة الفم والأسنان.